# Domžalski komorni zbor
Domžalski komorni zbor (kratica DKZ) je ljubiteljski komorni pevski zbor in društvo s sedežem v Glasbeni šoli Domžale (Kulturni dom Franca Bernika). Nastal je leta 1987, ko je nekaj članov Domžalskega okteta ustanovilo mešani oktet. Slednji se je leta 1988 uradno preimenoval v Domžalski komorni zbor.

## Zborovodje
- Gregor Klančič (od oktobra 2017)
- Jakob Barbo (od septembra 2017 - oktobra 2017)
- Ana Erčulj (od 2014 - 2017)
- Fernando Mejias (2007 - 2014)
- Mitja Reichenberg (2006 - 2007)
- Tomaž Pirnat (1998 - 2006)
- Karel Leskovec (1987 - 1998)

## Pomembnejši dosežki
| 1990 | koncert "Vascit pr' Zile" skladatelja Sama Vremšaka, prva izvedba v celoti v Sloveniji |
| 1993 | tekmovanje Naša pesem v Ljubljani, zlato odličje v kategoriji mešanih zborov in priznanje za najboljšo izvedbo obvezne skladbe Marija Kogoja Kupa življenja |
|      | festival Alpe - Adria v Pordenone (Italija) |
| 1994 | mednarodno tekmovanje Naša pesem v Mariboru, srebrno odličje |
|      | mednarodni festival v Gobljah |
|      | festival Estate in citta v Vidmu (Italija), Mozartov Requiem z dirigentom Claudiom Mansuttijem in komornim orkestrom RTV Slovenija Camerata Labacensis |
| 1995 | turneja v Kanadi in ZDA |
| 1996 | Maribor, Mozartov Requiem |
|      | turneja v Nemčiji |
|      | koncert ob 10. obletnici smrti Matije Tomca |
| 1997 | državno tekmovanje Naša pesem v Mariboru, zlata plaketa mesta Maribor |
|      | turneja v Argentini, Buenos Aires, Mendosa |
| 1998 | Haydn: Nelsonmesse s Simfoničnim orkestrom Domžale – Kamnik, dirigent Aleksandar Spasić, koncert ob odprtju prenovljenega KD Franca Bernika in GŠ Domžale |
|      | turneja v Nemčiji, festival Chortage Trauenstein '98 |
| 1999 | snemanje polurne oddaje o delu zbora z lastnimi posnetki na 3. programu RTV Slovenija |
|      | uvodni koncert 47. ljubljanskega poletnega festivala, musicali z West Enda, s Komornim zborom RTV Slovenija, Mladinskim mešanim zborom Veter, Simfoničnim orkestrom RTV Slovenija, dirigent Michael England |
| 2000 | San Donna di Piave v Italiji, Mozartov Requiem s komornim orkestrom RTV Slovenija Camerata Labacensis, dirigent Dino Donni |
|      | Poletni festival Ljubljana, Večera muzikalov z Broadwaja |
| 2001 | Brezje na Gorenjskem, Haydn: Missa brevis |
|      | 17. slovensko zborovsko tekmovanje Naša pesem v Mariboru, zlata plaketa mesta Maribor |
|      | slavnostni začetek 49. ljubljanskega poletnega festivala, "Funk & Latin Jazz are in Town" |
|      | 31. festival Groblje, Pergolesi: Stabat Mater, s Simfoničnim orkestrom Domžale – Kamnik, dirigent Aleksandar Spasić, ponovitev v Črnučah in v Cankarjevem domu v Ljubljani |
| 2002 | Ljubljana, Cankarjev dom, koncert zelenega abonmaja, krstna izvedba Škofjeloškega pasijona Alojza Srebotnjaka, s Komornim zborom RTV Slovenija in Simfoničnim orkestrom RTV Slovenija, dirigent Marko Munih |
|      | Mozartov Requiem s Komornim zborom Limbar in Simfoničnim orkestrom Domžale – Kamnik, dirigent Aleksandar Spasić, koncerti v Domžalah, Brezjah na Gorenjskem in na Limbarski gori |
|      | koncert oranžnega abonmaja, Gustav Mahler: Simfonije št. 8 v Es-duru (Simfonija tisočev), s Simfoničnim orkestrom Slovenske filharmonije, Simfoničnim orkestrom Mariborske filharmonije, Carmina Slovenica, Consortium musicum, zborom Opere SNG Maribor, dirigent Hartmut Haenchen, Cankarjev dom v Ljubljani in dvorana Tabor v Mariboru       |
|      | podelitev Delove nagrade Kresnik 2002, scenski oratorij po ljudski podlagi Kaj se po svetu godi (avtor glasbe: Aldo Kumar) |
|      | Škofja Loka, prireditev Venerina pot, Škofjeloški pasijon Alojza Srebotnjaka |
|      | Kostanjevica na Krki, ob 750. obletnici mesta, scenski oratorij po ljudski podlagi Kaj se po svetu godi |
| 2003 | predstavitev na 1. programu Radia SLO v oddaji Zborovska glasba po željah poslušalcev |
|      | Cankarjev dom v Ljubljani, zeleni abonma, prva izvedba Stabat mater za soliste, mešani zbor in orkester skladatelja Sama Vremšaka, s Simfoničnim orkestrom RTV Slovenija in Ljubljanskimi madrigalisti, dirigent Marko Munih |
|      | Ljubljana, Cankarjev dom, 2. abonmajski koncert Simfoničnega orkestra RTV Slovenija, poslovilni koncert stalnega dirigenta Marka Muniha, Verdi: Requiem, s Simfoničnim orkestrom RTV Slovenija, APZ Tone Tomšič in Ljubljanskimi madrigalisti, ponovitev v Novi Gorici in v italijanski Gorici                                                   |
| 2004 | Ljubljana, Cankarjev dom, koncert v okviru 19. slovenskih glasbenih dni: "Nadia Boulanger in njen glasbeni krog", neposredni radijski prenos za Evropsko zvezo radijskih postaj, s Simfoničnim orkestrom RTV Slovenija, Komornim zborom RTV Slovenija in Ljubljanskimi madrigalisti, v sodelovanju s Francoskim kulturnim centrom Charles Nodier |
| 2005 | koncert zlatih zborov ob 60. obletnici Društva slovenskih skladateljev v KD Franca Bernika v Domžalah, z Vokalno skupino Canticum, Komornim zborom De Profundis in MePZ Cantemus |
|      | koncert zlatih zborov ob 60. obletnici Društva slovenskih skladateljev v Slovenski filharmoniji v Ljubljani, s Komornim zborom Ave, Vokalno skupino Canticum, Komornim zborom Ipavska, Komornim zborom De Profundis in MePZ Cantemus |
|      | Ljubljana, Cankarjev dom, 7. koncert sezone 2004/2005 Simfoničnega orkestra RTV Slovenija, Gustav Mahler: 2. simfonija "Vstajenje", s Komornim zborom RTV Slovenija, Vokalno skupino Domen in Oratorijskim zborom cerkve sv. Marka iz Zagreba, dirigent David de Villiers                                                                        |
|      | turneja v Švici, Glattfelden, Haydn: Missa brevis, z Oekumenische Kirchenchor Glattfelden – Eglisau in Ensamble der Brass Band Eglisau, dirigent Andreas Buri |
|      | Škofja Loka, Sozvočenja 2005, moderna pravoslavna liturgija |
| 2006 | Mozartov Requiem s Komornim zborom Limbar in Obalnim komornim orkestrom iz Kopra, dirigent Aleksanar Spasić, v Črnučah, Kopru in Trstu |
| 2008 | Škofja Loka, gorenjska Sozvočenja, cikel pesmi Les Chansons des Roses |
| 2009 | Slovaška, Bratislava, tekmovalni festival Musica Sacra, srebrna medalja v kategorijah mešanih zorov in sodobne glasbe |
|      | Škofja Loka, regijsko tekmovanje odraslih pevskih zborov in malih pevskih skupin Gorenjske, 2. mesto med mešanimi pevskimi zbori, posebno priznanje za najboljšo izvedbo skladbe iz obdobja renesanse (Jacobus Gallus: Alleluja, In resurrectione tua Christe), priznanje zborovodji za najboljšo izbiro programa                                |
| 2010 | Hrvaška, Zadar, 7. mednarodno tekmovanje zborov, 2. mesto v kategoriji mešanih zborov in tudi v absolutni konkurenci sedemnajstih zborov, Srebrni križić opatice Čike, nagrada Hrvaškega društva skladateljev za najboljšo izvedbo skladbe hrvaškega avtorja                                                                                     |
|      | Škofja Loka, Sozvočenja 2010 za Gorenjsko, priznanje zborovodji za izbor skladb |
| 2011 | Gustav Mahler: Simfonije št. 8 v Es-duru (Simfonija tisočev), z orkestroma Slovenske in Zagrebšek filharmonije, 21 zbori in Hrvaške in Slovenije, dirigent Valerij Gergiev, koncerta v Ljubljani in Zagrebu |
| 2012 | grad Jablje, Vivaldi: Gloria, s Komornim simfoničnim orkestrom Domžale - Kamnik |
|      | Povodni mož v stari Ljubljani, 140 let Glasbene matice, 120 let Opere, z Zborom in orkestrom SNG Opera in balet Ljubljana, MePZ Glasbene matice Ljubljana in Komornim zborom Orfej, dirigent Igor Švara |
|      | turneja na Češkem, Brno, Ivančice |
| 2013 | Ljubljana, sakralni abonma, Vivaldi: Gloria, s Komornim simfoničnim orkestrom Domžale - Kamnik |
|      | Radovljica, regijsko tekmovanje odraslih pevskih zborov in malih pevskih skupin Gorenjske |
|      | Poljska, Krakow, 4th Krakow Advent & Christmas Choir Festival, 1. mesto v kategoriji mešanih zborov, srebrna plaketa |
| 2014 | turneja na Češkem, Brno, Praga |